# Zara Long
Zara Letitia Long (ur. 6 listopada 1970 w Dulwich) – brytyjska pływaczka.

## Kariera
Long brała udział w Letnich Igrzyskach Olimpijskich 1984 i Letnich Igrzyskach Olimpijskich 1988. Reprezentowała Anglię i zdobyła dwa srebrne medale w sztafecie 4 × 100 metrów oraz 4 × 200 m stylem dowolnym na Igrzyskach Wspólnoty Narodów 1986 w Edynburgu. Cztery lata później reprezentowała Anglię i zdobyła brązowy medal sztafecie 4 × 100  stylem dowolnym podczas Igrzysk Wspólnoty Narodów 1990 w Auckland.  Wygrała także 1987 ASA National British Championships na 100 m stylem dowolnym i była pięciokrotną mistrzynią na 200 m stylem zmiennym w 1985, 1986, 1987, 1990 i 1991 oraz dwukrotną mistrzynią na 400 m stylem zmiennym w 1990 i 1991 roku.
Jest właścicielką (2020) założonej w 1999 roku w Londynie szkoły pływania Take the Plunge.